# Faucett Perú
La Compañía de Aviación Faucett S.A. fue la primera aerolínea peruana. Navegó los cielos del Perú y Estados Unidos durante 69 años entre 1928 y 1997, año en que desapareció, agobiada por las deudas.
Elmer J. Faucett con un grupo de empresarios peruanos fundaron en 1928 la primera línea aérea comercial en el Perú y que fue una de las más antiguas en Latinoamérica. En un principio los vuelos eran desde Lima hasta la ciudad de Talara en el norte del país y hasta la ciudad de Arequipa por el sur. Los vuelos los hacía un avión "Stinson Detroiter F-19". Faucett se fusionó con Aerovías del Perú en 1938. Luego de la Segunda Guerra Mundial, Faucett renovó su flota con aviones de transporte Douglas DC-3 y Douglas DC-4. Para los años 1960, el Douglas DC-6 equipado con cabina altimática y radar, también había sido puesto en servicio.
La era de los jets empezó en 1968 con el ingreso a la flota de los Boeing 727. En 1971, la aerolínea compró jets ingleses "BAC One-Eleven" (BAC-1-11). La ruta internacional a Miami, fue cubierta primero por el Boeing 727. Desde 1982, los jets DC-8-52, volaban a Miami como el único servicio internacional que la aerolínea ofrecía. El transporte de carga iba tomando prioridad a medida que los aviones se hacían más antiguos. El principal accionista de la empresa llegó a ser Aeronaves del Perú, que se dedicaba en exclusiva al transporte de carga, empresa que adquirió a Faucett en 1982. Previamente, la compañía, estuvo en manos del Grupo Vulcano.
El 29 de febrero de 1996, el vuelo 251 de Faucett Perú, un Boeing 737-200, se estrelló en la zona denominada "Ciudad de Dios", en las montañas cercanas a la ciudad de Arequipa, muriendo la totalidad de sus 117 pasajeros y 6 tripulantes.
Tras el desastre, la crisis económica de la aerolínea se fue agravando, lo que llevó al cese de sus operaciones en noviembre de 1997. Luego de ello, se acogió a un proceso de insolvencia en INDECOPI (Instituto Nacional de Defensa del Consumidor y Propiedad Intelectual) y fue declarada en bancarrota y puesta en liquidación el 15 de noviembre de 1999.

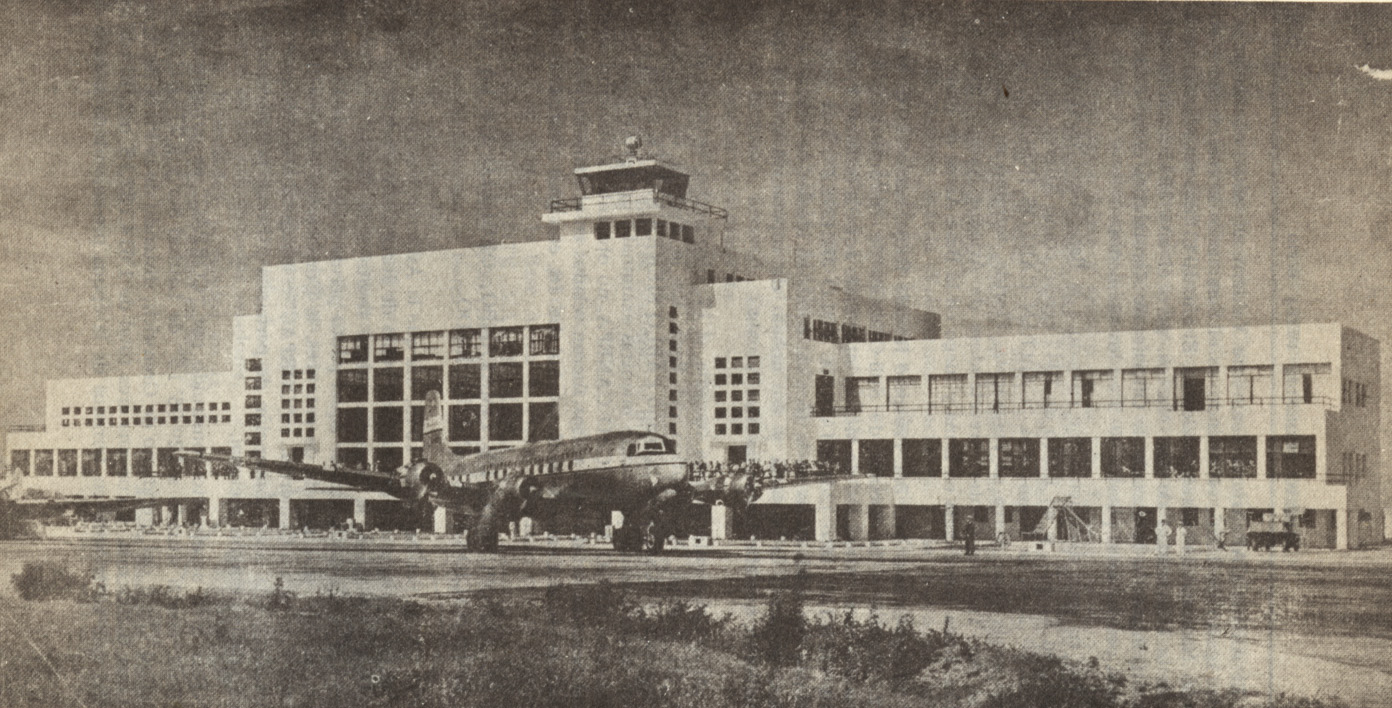
Aeropuerto de Limatambo, en Lima, Perú. En la fotografía el edificio central y un avión Douglas DC-4, de la Compañía de Aviación Faucett S.A., en el año 1960. Actualmente ahí funciona el Ministerio del Interior del Perú y los alrededores se encuentran totalmente urbanizados.

## Historia

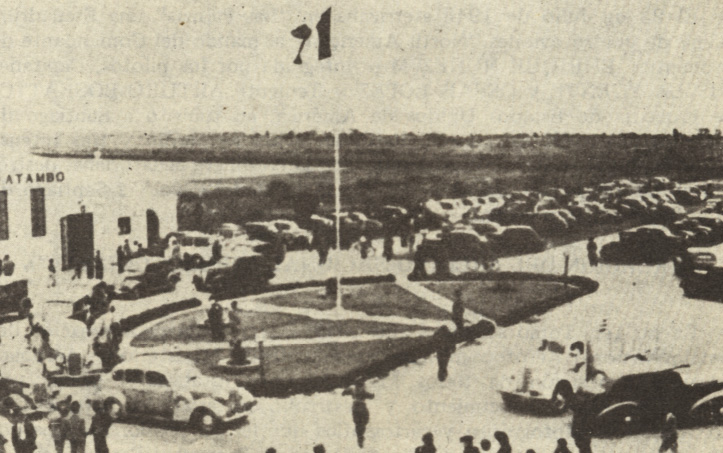
Estacionamiento del antiguo edificio del aeropuerto de Limatambo, en Lima, en el año 1937. Actualmente quedaría en la intersección de la avenida San Borja sur con calle Uno, en lo que ahora es el Instituto Geográfico Militar.

Faucett se inició con un avión biplano Curtiss Oriole, tipo Monocoque de tres plazas, con un motor de 150 HP, un avión Fairchild de cuatro asientos y dos aviones Stinson Detroiter. De la Mar Brava pasó al campo de Santa Cruz, incrementando su capital con S/. 450.000,00 que aportaron nuevos accionistas. En 1935, las acciones en poder de inversionistas norteamericanos pasaron a capitalistas peruanos, quedando la Compañía formada íntegramente por personal y capitales peruanos.
En el campo aeródromo de Santa Cruz, se construyeron aviones denominados "Faucett" para el servicio de pasajeros y carga comercial. En 1946, la Compañía tenía aviones Douglas DC-3, adquiridos para renovar y modernizar su flota y en 1953, contaba con 6 aviones Faucett, 7 aviones Douglas DC-3 y 4 aviones Douglas DC-4.
Faucett, en Lima estableció la primera fábrica de aviones Stinson del Perú y de América del Sur; para ello convence a los peruanos Paul Winer, Ernesto Ayulo, Eduardo Dibos Dammert, B. M. Talvit, Juan Pardo y otros más, quienes no dudaron en invertir en dicha fábrica aeronáutica.
Es así que creó la Compañía de Aviación Faucett S.A., que inicia al Perú y a Sudamérica, en la industria aeronáutica, fabricando aviones Stinson, en los talleres que tenía la compañía de aviación en Lima.
Desde aquel 16 de septiembre de 1928, en que el propio Elmer J. Faucett, piloteando un avión Stinson Detroiter despegó de Lima con rumbo a Chiclayo y Talara, iniciando operaciones regulares en virtud de la Resolución Suprema N.º 736 del 4 de junio, ha venido llevando la compañía que fundó, progreso para las diversas ciudades de la costa, sierra y selva del Perú.
En mérito a ello, el Gobierno del Perú lo condecoró con la Orden del Sol y con la Cruz Peruana al Mérito Aeronáutico.
En 1969, Faucett marca una época de modernidad al reemplazar sus viejas naves Douglas DC-3, Douglas DC-4 y Douglas DC-6, en un avance tecnológico similar al que hiciera al reemplazar los viejos Stinson por los por entonces modernos Douglas DC-3. En 1969 y 1970, la Compañía de Aviación Faucett, entra en la era de la propulsión a chorro, al adquirir modernos aviones jet como los Boeing 727 y los BAC-One Eleven y surcar los cielos peruanos con el característico sonido de las turbinas de sus aviones.

### Progreso
Consolidada la inversión y la primera fábrica aeronáutica, bajo el liderazgo empresarial de Elmer J. Faucett, la empresa comienza a crecer hasta convertirse en "La Primera Línea Aérea Nacional", al adquirir una gran flota de aviones cuyo color característico es el naranja.
Luego, la empresa comenzó a comprar terrenos de hasta 132.000 m², en donde construyó sus talleres, para el mantenimiento técnico de sus aeroplanos. Con el tiempo, la calidad de los servicios que brindaba Faucett en sus talleres de mantenimiento de aviones, fueron reconocidos por la FAA de los Estados Unidos de América, certificado que le sirvió para prestar mantenimiento técnico a otras aerolíneas internacionales. Faucett llegó a tener un equipo técnico de 1500 obreros, lo que la convertía en la industria aeronáutica más grande y poderosa de América del Sur. En sus terrenos se construyeron además, las oficinas administrativas de la empresa.
A los 18 años de su creación, la empresa de Elmer J. Faucett y socios, ya tenía 7 aviones Stinson Detroiter, 3 aviones Douglas DC-3 y 1 avión Douglas DC-4. Esta numerosa flota, fue usada para integrar los pueblos de todas las regiones del Perú. Asesoró y colaboró en la construcción de aeropuertos a lo largo de la costa del Pacífico. En Arequipa, el ahora Aeropuerto Internacional Alfredo Rodríguez Ballón, fue construido con el aporte de la Compañía de Aviación Faucett S.A. al igual que el Aeropuerto Internacional Alejandro Velasco Astete del Cuzco.
Posteriormente y en coordinación con el gobierno del Perú, se comenzó la construcción de aeropuertos en todo el territorio del Perú. Es así como se implementaron aeropuertos en Puerto Maldonado (Aeropuerto Internacional Padre José de Aldamiz), Madre de Dios, Quince mil, Iberia, Shiringayoc, San Juan de Aposento, Alerta, Santa María de Fátima, Iquitos (Aeropuerto Internacional Coronel FAP Francisco Secada Vigneta), Pucallpa (Aeropuerto Internacional Capitán FAP David Abensur Rengifo), Pucacaca, Picota, Bellavista, Tingo María, Rioja, Uchiza, Chachapoyas, Lamas, San Ramón, La Merced, Chiclayo (Aeropuerto Internacional Capitán FAP José Abelardo Quiñonez), Trujillo (Aeropuerto Internacional Capitán FAP Carlos Martínez de Pinillos), Piura, Tumbes (Aeropuerto Capitán FAP Pedro Canga Rodríguez), Rioja (Aeropuerto Juan Simons Vela), y muchos más.

### Permiso de operaciones al norte del Perú
El 16 de septiembre de 1928, a las 08H00, despegaba de Las Palmas el avión monomotor Stinson Detroiter N.° 1, rumbo a Chiclayo y Talara, piloteado por Elmer J. Faucett Clark, conduciendo al inspector general del Ejército, general Wilhelm Fauppel y su estado mayor a las maniobras militares que se realizaban en Olmos. Se iniciaba el servicio aéreo de pasajeros y correspondencia a la costa norte, ya que Faucett había sido autorizado para operar por Resolución Suprema N.º 736 del 4 de junio de 1928. Con este vuelo inició operaciones la Compañía de Aviación Faucett S.A., la primera organizada en el Perú.

### Nuevas aeronaves
El 7 de enero de 1946, procedente de EE. UU., aterrizaba en el aeropuerto de Santa Cruz (Miraflores, Lima), el primero de los nuevos aviones Douglas que la Compañía de Aviación Faucett S.A. había adquirido, iniciando una nueva etapa de progreso y positivo mejoramiento de sus servicios, ya que estas máquinas reemplazarán gradualmente a las antiguas.
El avión piloteado por el capitán CAP Raymond Williams, jefe de pilotos de la Compañía, que era un Douglas C-47, con dos motores Pratt-Whitnay de 1200 HP, cada uno, desarrollaba 150 mph y podía llevar 21 pasajeros, 6 tripulantes y una carga de hasta 25.000 libras. Para despegar le bastaban 350 m y, para aterrizar, 400 m.
Con el capitán Williams viajaron los pilotos Albert Davis, William Gladestone, William Carry y Joe B. Uhler y el superintendente de comunicaciones Carlos Mesías.
Poco después, un nuevo avión Douglas de cuatro motores, con capacidad para 40 pasajeros engrosaba la flota de Faucett y se afectaba al servicio directo entre el Cuzco e Iquitos, propiciando su mejoramiento y contribuyendo, por estos medios, a intensificar las actividades comerciales e industriales entre la selva amazónica y aquella zona de la sierra peruana.
Finalmente, el 5 de junio de 1946, llegaba a Lima el tercer avión Douglas DC-4 de los cinco adquiridos en Estados Unidos. La máquina vino piloteada por Elmer J. Faucett Clark, Director Gerente y fundador de la Compañía de Aviación Faucett S.A.; dicha nave se destinó al servicio directo entre Lima e Iquitos. El día de la llegada de esta nave, por razones de mal tiempo, no pudo aterrizar en Limatambo, habiendo avisado Faucett, que seguía viaje a Pisco, en cuyo aeropuerto aterrizó al mediodía, sin dificultad alguna. Al día siguiente con condiciones atmosféricas propicias, la máquina voló a Lima.

### Convención de Chicago
En 1944, se realizó en la ciudad de Chicago, la Convención de Chicago, en donde se concretó el "Convenio sobre Aviación Civil Internacional" que es la carta constitutiva que rige la aviación civil internacional. Este evento dio origen a la OACI u Organización de Aviación Civil Internacional.
A este evento, asistieron representando al Perú, el señor Elmer J. Faucett y su compañero y socio el teniente general FAP Armando Revoredo Iglesias, médico, militar aviador y diplomático peruano.

### Ocaso y quiebra
Solo dos décadas antes, en 1968, la Compañía de Aviación Faucett S.A., había comenzado a modernizar su flota de aeronaves, reemplazando los viejos Douglas DC-3, Douglas DC-4 y Douglas DC-6, por jets Boeing 727. En la década de los años 1970 se adquirieron aviones de fabricación inglesa BAC-One-Eleven, incrementados después con nuevas unidades Tri Star, con fuselaje ancho.
El panorama político del Perú se muestra cambiante, con sucesión de gobiernos civiles y militares en donde existen conflictos de intereses. Surge como una alternativa del Estado peruano la empresa estatal AeroPerú que pretende desplazar de los cielos del Perú a Faucett y, sobre todo, del mercado internacional; se entabla entonces una lucha de intereses en donde destaca la que hace el sindicato de trabajadores de la Compañía de Aviación Faucett S.A., en defensa del derecho de Faucett de seguir con los vuelos internacionales.
En los años 1990, el accionariado cambia constantemente de dueños: se suceden el "grupo Bentín", el "grupo Ferrari", el "grupo Vulcano", el "grupo Zanatti" y otros.
En 1993 la compañía se renueva los aviones color naranja, clásico en los cielos del Perú y de América pasan a los colores rojo y blanco con un cambio de imagen corporativo denominándose Faucett Perú. 
Hasta que en 1997, durante el gobierno del presidente Alberto Fujimori, los aviones color rojo y blanco comienzan a brillar por su ausencia: los periódicos anuncian la noticia: la Compañía de Aviación Faucett S.A., había quebrado, había sido intervenida y se había comenzado el proceso de liquidación. Nunca más volvió a volar y más bien el 15 de noviembre de 1999, se anunció su liquidación final.
Actualmente, AeroPerú, que volvió públicamente el 2019, desea obtener la marca para operar comercialmente, se sabe que ya inició procesos judiciales.

## Flota
A lo largo de sus 69 años de servicios en el Perú, la Compañía de Aviación Faucett S.A., tuvo varios tipos de aviones que prestaron importantes servicios al desarrollo del país, sobre todo en la región amazónica, que aún no se encontraba articulada vialmente con el resto de la república; es así como el avión y los ríos, se convierten en las únicas vías de comunicación posibles. La sierra del Perú, recibió también los beneficios de la comunicación aérea, abasteciendo a las ciudades andinas, con productos de comercio a más bajo precio.
| Aeronaves               | Total | Introducido | Retirado | Matrículas |
| ----------------------- | ----- | ----------- | -------- | --- |
| Airbus A300             | 4     | 1994        | 1996     | OB-1631, OB-1596, OB-1611 y OB-1634 |
| BAC 1-11                | 3     | 1974        | 1988     | OB-R-1080, OB-R-953 y OB-R1173 |
| Boeing 707              | 10    | 1978        | 1991     | N2276X, N786TW, N792TW, N793TW, OB-1401, OB-R1243, N8090Q, N15710, N1181Z y N8732 |
| Boeing 720              | 1     | 1980        | 1980     | N421MA |
| Boeing 727-100          | 5     | 1968        | 1993     | N307BN, OB-1465, OB-R-1115, OB-R-1135 y OB-R-902 |
| Boeing 727-200          | 5     | 1975        | 1999     | OB-R-1115, N7277, OB-1301, OB-1303 y OB-1541 |
| Boeing 737-100          | 2     | 1988        | 1991     | N472GB y OB-R-1288 |
| Boeing 737-200          | 7     | 1987        | 1999     | OB-1451, OB-R1314, OB-1635, OB-1317, OB-R1263, OB-1476 y OB-1538 |
| Curtiss Oriole          | 1     | 1928        | ??       | ?? |
| Douglas DC-3/C-47       | 7     | 1946        | 1979     | OB-WAI-473 (re-reg. OB-PBF-473 y OB-R-473), OB-PBJ-544 (re-reg. OB-R-544), OB-PBI-516 (re-reg. OB-R-516), OB-PBO-676 (re-reg. OB-R-676), OB-R-200, OB-PAU-201 y OB-PAQ-167 (re-reg. OB-R-167) |
| Douglas DC-4/C-54       | 7     | 1950        | 1997     | OB-R-463 (re-reg. OB-PBE-463), OB-R-776, OB-PAP-148 (re-reg. OB-R-148), OB-PBC-248 (re-reg. OB-R-248), OB-PBM-625 (re-reg. OB-R-625), OB-PBB (re-reg. OB-PBB-247) y OB-PAZ-228                |
| Douglas DC-6            | 6     | 1960        | 1981     | OB-R-746, OB-PBL-552 (re-reg. OB-R552), OB-R-846, OB-R-827, OB-R-920 y OB-R-750 |
| Douglas DC-8            | 12    | 1979        | 1997     | N8166A, OB-1296, OB-R1259, OB-1421, OB-1267, OB-R1287, OB-R1267, OB-R1269, OB-R1268 (re-reg. OB-1268), OB-1438 y OB-1618                                                                      |
| Lockheed L-1011 TriStar | 4     | 1991        | 1998     | OB-1455, OB-1659, OB-1545 y OB-1504 |
| Stinson Detroiter       | 7     | 1928        | h. 1940  | ?? |
| Stinson-Faucett F-19    | 25    | 1929        | h. 1975  | ?? |

### Curtiss Oriole
Era este aparato un avión de entrenamiento para los futuros pilotos civiles peruanos en la antigua Compañía Nacional de Aeronáutica, establecida en 1920 en el aeródromo de Bellavista. Ahí aprendieron a volar los primeros pilotos civiles peruanos y pioneros de la aviación en el Perú, como Carmela Combe, Victoria Villa de la Tapia, el propio Elmer J. Faucett, Carlos Martínez de Pinillos, Emilio Thoman y Herbert Tweddle, entre otros.

### Faucett-Stinson F-19

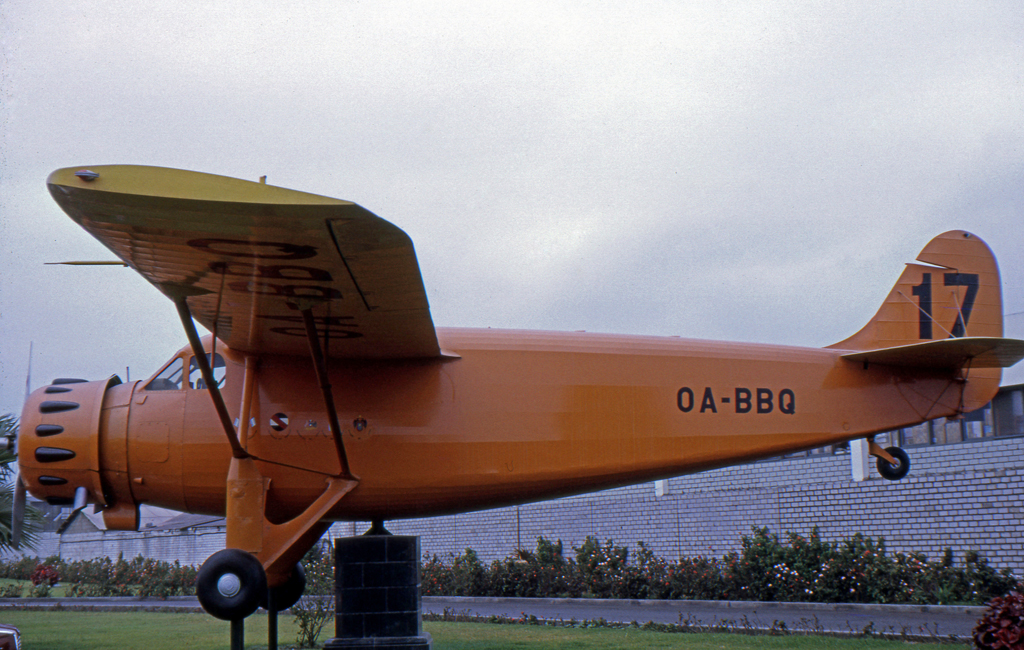
Faucett-Stinson F.19 OA-BBQ exhibido en la base de Faucett en el aeropuerto de Lima (Perú) en 1972.

En septiembre de 1928, recibió la Compañía de Aviación Faucett S.A., los dos primeros aviones Stinson Detroiter. Es a partir de acá, que la Compañía Faucett comenzó a fabricar sus propios aviones en los talleres que tenía en el campo de aterrizaje de Santa Cruz en el distrito de Miraflores, Lima. Estos aviones eran tan versátiles que incluso el Cuerpo Aeronáutico del Perú, les hizo un pedido.
Los Stinson, tenía capacidad para un piloto y 7 pasajeros; estaban propulsados por un motor Pratt & Whitney Wasp de 550 HP. Como dato curioso, en 1960, todavía volaban dos de estos aviones; y aún más, un aparato Stinson Faucett F-19, todavía volaba en 1974. 

### Douglas DC-3
Fue un avión versátil y el equipo por excelencia de Faucett durante muchos años. 

### Douglas DC-4
Fue durante muchos años, otro avión importante en Faucett, tenían el inconveniente de no tener "cabina altimática", por lo que los pasajeros, alcanzada cierta altitud para cruzar la cordillera, tenían que respirar el oxígeno administrado por mangueras. Dichos aparatos tuvieron varios accidentes fatales, entre ellos los Douglas DC-4 siguientes: el OBR-PAZ-228 un ex C-54-A-1 de la Fuerza Aérea de los Estados Unidos, transformado completamente en 1954 en los talleres de Faucett, en vuelo de Lima al Cuzco el 2 de octubre de 1965, muriendo la tripulación y 19 pasajeros de los 32. El OB-R-148 de la fotografía, un ex C-54-A-5 fabricado en 1944, se estrelló en el cerro Carpish (3.200 m s. n. m.) en Huánuco el 8 de diciembre de 1967, cuando intentaba un aterrizaje de emergencia a tan solo 9 metros de la cumbre, para iniciar su descenso a la pista de aterrizaje, falleciendo sus 6 tripulantes y 66 pasajeros. El 13 de enero de 1970, el OB-R-776, en vuelo de Trujillo Aeropuerto Internacional Capitán FAP Carlos Martínez de Pinillos a Juanjuí, se estrelló muriendo sus 28 pasajeros y tripulación. El OB-R-247, se estrelló el 30 de diciembre de 1976 en cerro Pintado, cerca de Trujillo, muriendo sus 5 tripulantes y 19 personas que componían el pasaje.
En enero de 2000, un Douglas DC-4, avión de la ex Compañía de Aviación Faucett S.A., estaba operativo y efectuaba vuelos regulares en Bolivia, para la empresa Frigorífico Reyes, como carguero, llevando carne para el abastecimiento de la ciudad de La Paz, pintado aun con el color naranja, mientras que el OB-R-463 permanecía abandonado en el aeropuerto de esa ciudad.

### Douglas DC-6B
El Douglas DC-6B, era similar a su antecesor el DC-4; se diferenciaban en estos aparatos venían equipados con cabina altimático, que en buen romance es una cabina presurizada y ya estaban equipados con radar. En la proa de la nave, llevaban orgullosos la inscripción "Equipado con cabina altimática y radar". Estas naves ya traían pintado el característico logotipo de Faucett, encima de las ventanillas.
El Douglas DC-6B, era un cuatrimotor a hélice y se diferencia de su antecesor el Douglas DC-4 externamente, además del logotipo y la inscripción en la proa, en que las ventanillas eran cuadradas y en su antecesor eran redondas.

### Boeing 727-100
Era el mes de marzo de 1968, cuando comenzó a operar en los cielos del Perú el avión Boeing 727-100 de la Compañía de Aviación Faucett S.A., y con ello, la aviación en el Perú, entraba en la era del jet. Eran aviones medianamente grandes y se comenzaron a reformar muchos aeropuertos del interior del Perú.
Al OB-R-902 Boeing 727-100, pronto le siguió otro, esta vez un Boeing 727-100QC (Quick Change) multiuso, ya que podía ser convertido en avión de pasajeros o carga en pocas horas. la característica saltante del fuselaje de esta nave, era la puerta de carga que tenía a babor.

### Boeing 727-200
Este avión hizo su ingreso al Perú, en la década de los años 1970; era un avión grande y muy versátil, ideal para los aeropuertos del Perú. Con la entrada del jet a la aviación del Perú, se remodelaron muchos aeropuertos, entre ellos el aeropuerto de Ayacucho.
Este aeropuerto se encuentra localizado en una meseta muy extensa donde también se ubica la ciudad. La pista de aterrizaje se desarrolla de SSE a NNO. En la cabecera SSE, dicha pista ya no tiene hacia dónde crecer, ya que se encuentra edificado y hacia el extremo NNO, la pista termina casi al borde de una quebrada, por lo que es en realidad una pista corta. El Boeing 727-200, hacía los vuelos regulares entre Lima-Ayacucho-Cusco-Lima y los vuelos de itinerario Lima-Ayacucho-Lima. Sergio de la Puente, al describir un despegue de la pista del aeropuerto de Ayacucho dice:

"Un 727 despegando del "portaaviones": efectivamente, el despegue de un 727-200 desde el aeropuerto de Ayacucho era bastante "espeluznante"; después de pararse en la cabecera de la pista, pisar los frenos y dar "full motor", el avión recorría hasta el último metro de pista, para luego caer en la quebrada, ligeramente debajo del nivel de la pista, hasta alcanzar la velocidad de ascenso, mismo F-4 despegando del "Nimitz".
Sergio De la Puente, "Los aviones de Faucett" 

### BAC-1-11 (One Eleven)
Hacia 1972, hicieron su ingreso a los cielos del Perú, el avión BAC-1-11 (BAC One Eleven), BAC 1-111-475, de fabricación inglesa, estaban especialmente diseñados para aeropuertos cálidos o ubicados a gran altitud. Las turbinas Rolls Royce Spey de esta nave tenían un sonido muy particular cuando pasaban volando por los cielos. Con este tipo de motores estaban equipados los aviones de combate Phantom F-4 de la Royal Air Force inglesa.

### Boeing 737

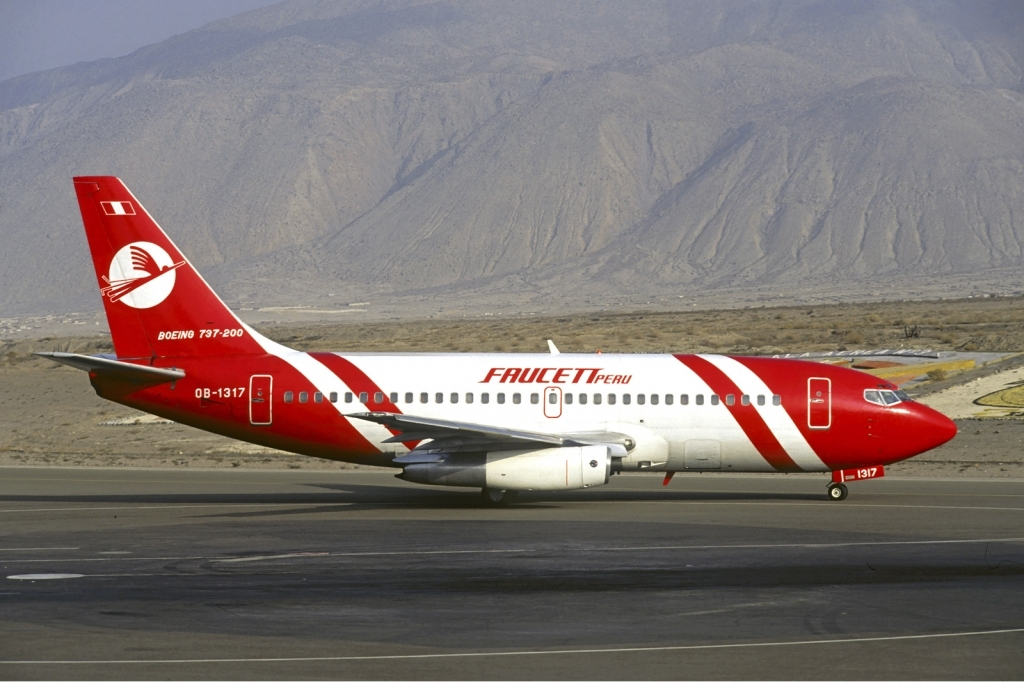
Boeing 737-200 de Faucett Perú. Fotografía tomada en el año 1994.

Era este un avión compacto y versátil, ideal para pistas muy cortas. Para el despegue en la pista del Aeropuerto Internacional Jorge Chávez de Lima, Perú, el Boeing 737-200, solo utilizaban el primer tercio de dicha pista. Operaron muy corto tiempo con las insignias de la Compañía de Aviación Faucett S.A., ya que luego pasaron a usar las insignias de la Compañía de Aviación Aero Santa.

### Lockheed L-1011 TriStar
Era en su momento el avión más representativo de la Compañía de Aviación Faucett: el avión de matrícula OB-R-1504 llevaba el nombre de "Elmer J. Faucett" y hacía la ruta de itinerario Lima-Miami-Lima, usando primero el clásico color naranja de la Compañía y siendo pintado luego con franjas color rojo y blanco.
En una época por problemas con la licencia para vuelos internacionales, la Compañía de Aviación Faucett S.A. tuvo que asociarse con la compañía de aviación estatal AeroPerú y el avión usaba ambas insignias.
Luego de la quiebra de la Compañía de Aviación Faucett S.A., el avión Lockheed L-1011 TriStar de matrícula OB-R-1504, bautizado "Elmer J. Faucett", terminó sus días abandonado y sin motores en el cementerio de aviones durante un tiempo: luego fue desguazado. 

### Airbus A300 B4
Este tipo de avión también integró a la flota de la Compañía de Aviación Faucett S.A.; fueron cuatro las unidades de este tipo que hacían los vuelos de itinerario internacional de la Compañía.

### Otros aviones
La Compañía de aviación Faucett S.A., a lo largo de su historia, tuvo otros tipos de aviones que completaban la flota sumamente versátil y diseñados para operar en la compleja y difícil topografía y en los variados climas del Perú. Fueron estos:
- Boeing 707, usado para transporte de pasajeros y carga.
- Douglas DC-8, usado para transporte de pasajeros.

## Accidentes e incidentes[8]
Los accidentes aéreos de Faucett llamaron la atención, tanto por sus características como por la zona geográfica en donde se produjeron.
- El 27 de abril de 1944, el avión "Stinson" de la Compañía de Aviación Faucett, piloteado por el capitán CAP Carlos Insúa Hoyos, quien llevaba como mecánico a José Gabriel del Pozo y siete obreros que habían sido contratados en Pucallpa por la Rubber Development para trabajar en los gomales de la hacienda Iberia, había salido de Puerto Maldonado; por causas desconocidas, el piloto trató de efectuar un aterrizaje de emergencia en la playa, precipitándose el avión en el río Piedras. Un cauchero, Emilio Toullier que en ese momentos navegaba en una canoa, cerca del lugar del accidente, logró rescatar a cuatro operarios sobrevivientes y extraer el cadáver del mecánico Pozo, no pudiendo hacerlo con el del piloto y los demás pasajeros que fueron arrastrados por la corriente del río. Con su carga mortal navegó hacia Puerto Maldonado, llegando en la madrugada del 28, solicitando auxilio. La prefectura de Madre de Dios y los directivos de la Rubber Development iniciaron la búsqueda y cuatro días después hallaron el cadáver del capitán Insúa y de tres trabajadores.

- El 18 de septiembre de 1944, en Punta Chao. Chimbote, mientras pilotaba un avión Stinson en vuelo de itinerario al norte de la Compañía de Aviación Faucett, se estrellaba contra un cerro al tratar de atravesar la niebla el teniente CAP Enrique Montagne Van de Voorde. Con él perecieron cinco pasajeros, entre estos, el señor Basilio Flores Torres, empleado de la Dirección de Aviación Civil. El teniente Montagne Van de Voorde, había sido egresado en la Real Academia Aeronáutica de Caserta, Italia, el año 1940. Los demás accidentes aéreos de ese año, corresponden a aviones de guerra del Cuerpo Aeronáutico del Perú.

- El 10 de septiembre de 1945, el avión Stinson, con matrícula 28-OBPAF, se perdió; habiendo despegado del aeropuerto de Santa Cruz, del distrito de Miraflores, Lima, a las 06:10, en vuelo a Tingo María y reportando su situación sobre Ancón, Sayán, Oyón, Junín y Huánuco desde su despegue hasta las 08:21, hora en que anunció que estaba tratando de entrar a Tingo María, por el lado de Uchiza, con tiempo enteramente nublado: no se volvió a saber más de dicho vuelo. El avión que era pilotado por el capitán CAP Rafael León de La Fuente y llevaba como pasajeros a varias personas adultas, un bebé y un niño, fue inicialmente buscado por el avión de matrícula 54-1-3 de la Línea Aérea del Huallaga, servida por la aviación militar y, por dos aviones Stinson con matrícula 20-OBPAF y 33-ABPAF de la Compañía de Aviación Faucett, que exploraron la zona entre Huánuco y Yurimaguas sin obtener resultados positivos por el mal tiempo. Un avión Catalina de LAN que salió de Lima en viaje de itinerario a Iquitos, también se agregó a la búsqueda. Se organizaron comisiones de búsqueda por tierra con personal militar de la Línea Aérea del Huallaga, en la zona de Tingo María y con personal de la Compañía de Aviación Faucett S.A. en la zona de Juanjuí y Uchiza. Patrullas de aviones militares se integraron a los elementos de búsqueda, explorándose las rutas: Lima-Tingo María-Uchiza, valle del Huallaga; río Aguaytía, desde sus nacientes hasta su desembocadura, curso del río Ucayali desde el Aguaytía hasta Pucallpa, pampa del Sacramento, río Biabo desde sus nacientes hasta su desembocadura, zona de Uchiza, Juanjuí, Tingo María y río Cantayaco, sin resultado alguno. El 15 de septiembre, por información del prefecto de Huaráz, se supo que el guardia Jesús Caldas del puesto de Caján, había visto estrellarse un avión amarillo el día 10, contra el cerro Tablabamba a 50 km de Pinra, distrito de Huánuco. La noticia anterior fue confirmado por telegrama del subprefecto de Huari quien comunicó que el gobernador del pueblo de Caján, había llegado al lugar del accidente, encontrando el avión estrellado y todos sus ocupantes muertos. Hacia allí se orientaron todos los elementos para rescatar los cadáveres. Las causas del accidente se confirmaron, por el mal tiempo que reportó el capitán León de La Fuente, que le impedía la visibilidad y, al tratar de ganar las nacientes del río Cantayacu o del Uchiza, chocó contra el cerro Tablabamba, que como todos los cerros de la región tienen 2.000 a 3.000 m s. n. m. El 24 de septiembre llegaron los cadáveres de las víctimas a Lima.

- El 24 de octubre de 1945, a las 6:21, después de haber despegado el avión Stinson N.º 33 de la misma compañía Faucett, piloteado por el comandante CAP José Chirinos Bellido, experimentado piloto con más de 6.840 h de vuelo, se produjo un accidente de aviación en las proximidades del aeródromo de San Martín, por fallas en el motor, cuando la máquina se encontraba a 500 pies de altura, precipitándose a tierra e incendiándose. Como consecuencia de ello murieron el comandante CAP y tres pasajeros, quedando heridos de consideración cuatro pasajeros del avión. El personal de la Base Aérea de Tingo María, prestó el auxilio requerido por los accidentados. Entre los sobrevivientes estaban Rogelio Forno Carrera a quien nombrarán "La Antorcha Humana" al saltar del avión con el cuerpo prendido en llamas, de 26 años, quien logró abrir la puerta del avión golpeándolo con fuerza y ayudando a salir a su cuñado de solo 12 años Pedro Tejada Pacheco, quien solo sufrió leves quemaduras. El mismo día, salió de Santa Cruz, un avión de la misma compañía llevando a los integrantes de la comisión investigadora y en un avión Catalina del Cuerpo Aeronáutico del Perú se trasladaron a Lima los restos mortales de las víctimas.

- El 23 de septiembre de 1946, cuando se probaba, según procedimiento de rutina, el avión Stinson, a cargo del jefe de pilotos, capitán Raymond Williams, del superintendente de talleres Walter Jawelsky, capitán Joe B. Uhler, piloto de la Compañía y José Rodríguez, segundo jefe de talleres, se produjo un serio accidente, sobre el campo de Santa Cruz, a consecuencia del cual fallecieron el piloto Williams y el técnico Jawelsky, resultando seriamente heridos el capitán Uhler y Rodríguez. El Stinson había recorrido unos 800 metros sobre el campo y recién se elevaba; estaría a 10 m de altura, cuando una falla del motor obligó al piloto a efectuar un viraje para regresar al campo, precipitándose violentamente a tierra. Al impactar, se produjo el incendio y las llamas envolvieron al avión, resultando inútiles los esfuerzos del personal de salvataje para dominar el siniestro. En pocos minutos, el fuego consumió las estructuras no metálicas del avión, encontrándose entre sus restos, los cadáveres del capitán Williams y del señor Jawelsky. La violencia del impacto arrojó de la cabina al capitán Uhler y a Rodríguez, sufriendo heridas y quemaduras diversas. Los heridos fueron trasladados a la Clínica Americana, donde también fueron velados los aviadores fallecidos. Los ataúdes fueron conducidos en hombros del personal de la Legión Americana y de la Fuerza Aérea Militar y Naval de los Estados Unidos de América, que servían en el Perú.

- El 15 de diciembre de 1948, un Douglas DC-3 (OB-PAY-226) se estrelló en una playa de Virú tras un aterrizaje de emergencia. No hubo víctimas.
- El 10 de febrero de 1949, otro Douglas DC-3 (OB-PAV-223) se estrelló contra una montaña en la aproximación al Aeropuerto Alf. FAP David Figueroa Fernandini mientras cubría la ruta Tingo María-Huánuco. EL avión quedó destruido y murieron sus 16 ocupantes (3 tripulantes y 13 pasajeros).

- El 23 de noviembre de 1950, un Douglas DC-3 (OB-PAU-201) que cubría la ruta Puerto Maldonado-Quincemil se estrelló cerca de Cuzco. Murieron sus cuatro tripulantes y cinco pasajeros.

- El 28 de junio de 1951, salió de Lima rumbo al sur, el avión Stinson OBP-AR-43 de la Compañía de Aviación Faucett S.A., y después de haber hecho escala en Pisco, no volvió a dar su posición. La búsqueda se inició de inmediato, contando con aviones de la Fuerza Aérea del Perú como de la misma Compañía Faucett, siendo encontrados dos días después, en Pozo Santo, Ica, destrozado e incendiado. Pilotaba el avión el comandante FAP Jorge Podestá Jiménez y el capitán FAP Luis Yábar Dávila. Los cuerpos fueron llevados a Lima, donde fueron enterrados el 2 de julio.
- El 2 de octubre de 1955, un Douglas DC-4 (OB-PAZ-228) que cubría la ruta Lima-Cuzco se estrelló cerca de Víñac tras un fallido aterrizaje de emergencia originado por un fuego en uno de sus cuatro motores. Murieron sus cuatro tripulantes y 17 pasajeros. Por declaraciones de los sobrevivientes, fue una falla en los motores lo que originó la tragedia y la muerte del capitán Waite, su copiloto León Céspedes y 19 pasajeros entre ellos 2 bebés mellizos y dos hermanas mayores de estos mellizos (el hermano mayor logró sobrevivir). Refieren, que ante la inminencia de la tragedia, el piloto trató de hacer un aterrizaje forzoso, lo que logró, pero con el ala izquierda averiada pues antes había rozado contra un cerro y al tocar tierra, el avión chocó violentamente contra una gran piedra que había en el reducido campo, que tenía cerca de 50 m de largo y estaba a 3.400 m s. n. m., revirando y destrozándose, dejando los alrededores cubiertos de muertos y heridos a tiempo que se producía el incendio. Desde Huangascar se despacharon expediciones de socorro y rescate a los heridos, la que fue penosa, debido a que en la zona, no se encontró cooperación de los moradores, sino al contrario, una indiferencia censurable, más aún que hubo pillaje en el avión siniestrado. La altura del siniestro, 3.400 m s. n. m., hacía imposible el uso de helicópteros. A lomos de animales fueron conducidos algunos sobrevivientes heridos, incluidas las aeromozas, que en forma humana ayudaron a otros heridos. Ellas por haberse resguardado en la parte posterior de la nave con otros pasajeros, salvaron la vida, no así los pilotos que murieron en la cabina de mando destrozados.
- El 20 de marzo de 1960, un Douglas DC-3 (OB-PAM-146), que cubría la ruta Picota-Trujillo en un vuelo de carga, se estrelló contra una montaña cerca de Chimbote. Murieron sus cuatro tripulantes.
- El 24 de agosto de 1962, un Douglas DC-3 (OB-PBH-530) con destino San Ramón se estrelló contra el Cerro de la Paz mientras llevaba equipamiento y técnicos de la "Cerro de Pasco Corporation". Murieron sus siete ocupantes.
- El 14 de marzo de 1964, un Douglas DC-3 (OB-PAX-224) se estrelló sin víctimas cerca de Rioja. Se desconoce en qué circunstancias.
- El 8 de diciembre de 1967, un Douglas DC-4 (OB-R-148) se estrelló en la Cordillera de Carpish mientras cubría la ruta Huánuco-Tingo María. Murieron sus seis tripulantes y 66 pasajeros.
- El 17 de marzo de 1969 un Boeing 727-100 (matrícula desconocida) fue secuestrado mientras cubría la ruta Lima-Arequipa. Los cuatro secuestradores demandaron ir a La Habana.
- El 14 de enero de 1970, un Douglas DC-4 (OB-R-776) que cubría la ruta Trujillo-Juanjuí se estrelló contra la montaña de Pozo Chuño, cerca de Contumazá. Murieron sus cuatro tripulantes y 18 pasajeros.
- El 8 de abril de 1972, un Boeing 727-100 (matrícula desconocida) fue secuestrado por dos secuestradores mientras cubría la ruta Piura-Chiclayo.
- El 14 de julio de 1973, un Douglas DC-6 (OB-R-920) quedó destruido cerca de Tambillo por causas desconocidas. No hubo víctimas.

- El 10 de diciembre de 1976, un Douglas DC-4 (OB-R-247) se estrelló contra Cerro Pintado mientras cubría la ruta Trujillo-Tarapoto. Murieron sus 5 tripulantes y 19 pasajeros.
- El 3 de abril de 1989, un Boeing 737-200 (OB-R-1314) aterrizó sin tren de aterrizaje en el aeropuerto de Iquitos en medio de una tormenta. No hubo víctimas, pero el avión se dio de baja.
- El 11 de septiembre de 1990, un Boeing 727-200 (OB-1303) se perdió con 16 ocupantes en el Atlántico norte, cuando iba a ser entregado a Faucett. Despegó del aeropuerto de Keflavik y se dirigía al aeropuerto de Gander. Se presume que se quedó sin combustible tras un error humano.
- El 7 de enero de 1991, un Douglas DC-8 (matrícula desconocida) fue secuestrado cuando cubría la ruta Trujillo-Lima. Al llegar al Aeropuerto Internacional Jorge Chávez, un oficial de la policía vestido de mecánico disparó y mató al secuestrador. No hubo más víctimas.
- El 28 de abril de 1995, un Douglas DC-8 de carga (N43UA), arrendado a Millon Air, proveniente de Miami se salió de la pista del Aeropuerto Internacional La Aurora de Ciudad de Guatemala y acabó impactando contra unas casas. Murieron seis personas.

- El 29 de febrero de 1996, un Boeing 737-200 (OB-1451), en el vuelo 251,[1] proveniente de Lima, se estrelló en Arequipa, a sólo 5 minutos de tocar pista en el aeropuerto de dicha ciudad, en un cerro llamado "Ciudad de Dios". La causa probable del accidente fue la mala sincronización del altímetro por parte de la tripulación, que arrojaba una lectura superior a la real, junto con la sobrecarga del avión. Todo eso sumado a la neblina imperante en los alrededores del aeropuerto. La cifra total de muertos en este accidente fue de 123 personas.